# Eletrólitos poliméricos
Eletrólitos Poliméricos ou Polímeros Condutores Iônicos foram descobertos por Peter Wright em 1973, onde foi constatado a formação de complexos entre poli(óxido de etileno) e tiocianato de potássio e estudados por Michel Armand a partir de 1978. Estes eletrólitos passaram a ser mais analisados e estudados pela necessidade da sociedade contemporânea de novos tipos de geração de energia e sistemas de estocagem mais robustos. Estes polímeros se caracterizam pelo fato de ter na sua estrutura de átomos com pares de elétrons livre, no caso oxigênio, que possibilitam a interação com alguns sais inorgânicos mono ou divalentes. Esses eletrólitos consistem de um ácido ou sal disperso numa matriz polimérica, a qual pode conduzir elétrons ou íons e são uma alternativa eficiente para substituir os eletrólitos líquidos e cristais inorgânicos. Além disso, esses eletrólitos podem ser definidos como: 
- Um sistema solvente sólido, onde a fase condutora iônica é formada por um sal dissolvido em uma matriz formada por um polímero polar.[2]
- Um eletrólito gel que é formado por um sal dissolvido em um líquido polar e tem a ele adicionado um polímero para promover estabilidade mecânica, onde o polímero seria uma espécie de matriz para a acomodação da solução.[2]
- Uma borracha iônica é formada por uma mistura de sal fundido a baixas temperaturas e uma pequena quantidade de polímero com alta massa molecular.[2]
- Uma membrana ionômera, em particular, um condutor de prótons polieletrólito usado como eletrólito em membranas de troca protoiônicas em células a combustível.[2]

## Aplicações
A aplicação desses materiais está em diversas áreas como desenvolvimento espacial, novos tipos de memória e arquitetura computacional, baterias, células solares, sensores, janelas eletrocrômicas e fotocrômicas.

#### Baterias de lítio
O sistema proposto por Armand envolve um gerador recarregável sólido composto por dois eletrodos de lítio reversíveis. Um agindo como uma fonte de íons lítio durante a descarga, o outro sendo um receptor. Estes dois eletrodos são separados por um filme de eletrólito polimérico sólido que age como um transportador dos íons lítio. Este processo é reverso durante a carga. Essas baterias teriam uma densidade de energia maior do que as baterias de Pb-ácido e Ni-Cd.

#### Supercapacitor
Um supercapacitor ou Capacitor de dupla camada é baseado na separação de carga interfacial através de uma dupla camada elétrica, formada na interface eletrodo/eletrólito ou ao redor de partículas ou moléculas de carbono dispersas no eletrodo. Os dispositivos baseados neste conceito de estocagem de energia são propostos para diversos usos, tais como: celulares, computadores , veículos híbridos e elétricos, entre outros.